# برای خنگ‌ها

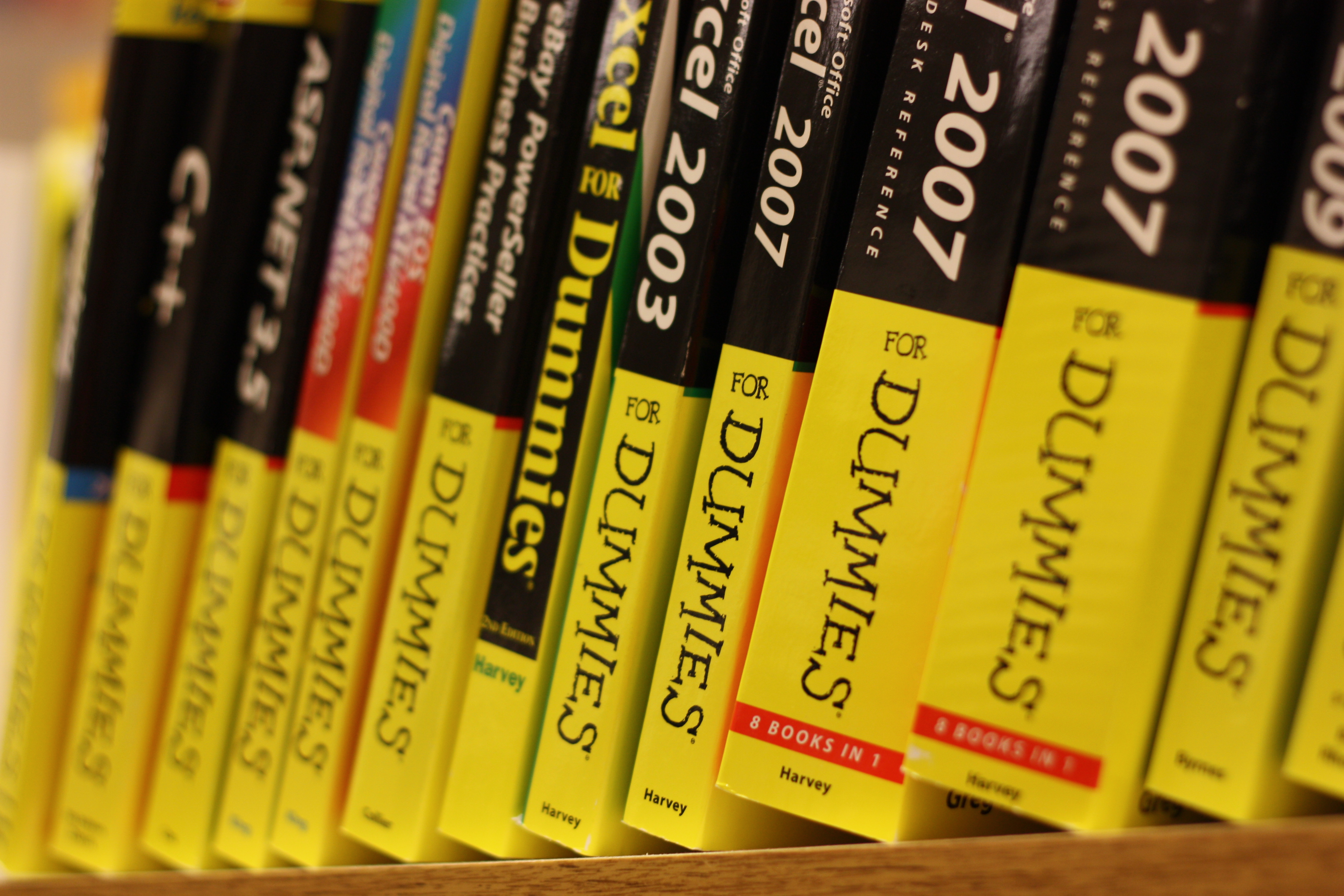
تصاویر مربوط به کتاب «برای خنگ‌ها»

فور دامیز (به انگلیسی: For Dummies) به معنی برای خنگ‌ها که در فارسی «به زبان آدمیزاد» ترجمه شده، یک مجموعهٔ بزرگ از کتاب‌های آموزشی است که به صورت راهنماهای غیرپیچیده برای کاربران تازه‌وارد به حیطهٔ علمی بحث آن کتاب نوشته و منتشر می‌شوند. تاکنون بیش از ۱۸۰۰ عنوان از این کتب در ۲۰۰ میلیون نسخه منتشر شده‌است.
جلد این کتاب‌ها معمولاً زرد و سیاه با کاریکاتوری از مردی با سر سه‌گوش معروف به «مرد خنگ» است. عنوان این کتاب‌ها در روی جلد با قلم غیررسمی و به صورت دست‌نوشته طراحی می‌شود و در پایین جلد، انگشت اشارهٔ مرد خنگ به یک توضیح حاشیه‌ای اشاره می‌کند که دربرگیرندهٔ مطالبی است که مخاطب با خواندن کتاب فرا خواهد گرفت.

## تاریخچه
سِری برای خنگ‌ها در سال ۱۹۹۱ با داس برای خنگ‌ها نوشتهٔ دن گوکین از انتشارات آی‌دی‌جی بوکز شروع شد. دلیل مشهور شدن این کتاب، کمبود مطالب مناسب برای تازه‌کاران در استفاده از داس بود.
با وجودی که سری بر نرم‌افزار و فناوری متمرکز شده بود، بعدها به مطالب عمومی‌تر منشعب شد. این سری از کتب اکنون توسط جان وایلی و پسران—که در ابتدای ۲۰۰۱ هانگری مایندز (نام جدید آی‌دی‌جی بوکز از سال ۲۰۰۰) را به تملک خود درآورده بود—منتشر می‌شود.